# Everybody's Got Something to Hide Except Me and My Monkey
"Everybody's Got Something to Hide Except Me and My Monkey" é uma canção dos Beatles composta por John Lennon, creditada a dupla Lennon-McCartney, e lançada no álbum The Beatles ou "Álbum Branco" de 1968. O título da música é o mais longo de qualquer canção dos Beatles e tem origem de uma frase de Maharishi Mahesh Yogi, (exceto pela parte do macaco – “my monkey”).

## Origens da Criação
Em 1980, Lennon falou em entrevista à Rolling Stone: "Aquilo era apenas uma boa linha que eu fiz em uma canção. Isso era sobre mim e Yoko. Todo mundo pareceu ser paranóico exceto nós dois, que estávamos no brilho do amor. Todas as coisas estão claras e abertas quando nós estamos apaixonados. Todo mundo estava com um pouco de tensão em torno de nós: você sabe, 'o que ela está fazendo aqui nesta sessão? Por que ela está com ele?' Todo esse pouco de loucura está em torno de nós porque nós apenas acontecemos de querer estar juntos todo o tempo."
Paul McCartney acreditava ser uma clara referência as drogas como ele mesmo relatou no livro, Many Years From Now de Barry Miles: “Ele estava entrando fortemente nas drogas e suas canções estavam tomando muitas referências da heroína. Mesmo até aquele ponto a gente tendo feito referências oblíquas à maconha ou LSD, John começou a falar de doses e macacos e foi uma coisa difícil para o resto de nós entendermos. Estavamos desapontados com seu vício pois não achavamos jeito de ajudá-lo. Só esperávamos que não fosse tão longe. Ele conseguiu se livrar depois, mas aquele foi um período duro para John, o que eu acho que um pouco daquela adversidade e as loucuras contribuíram para a sua arte, o que aconteceu nesse caso.”

## Letra
“Todo mundo tem algo para esconder, exceto eu e meu Macaco,” em tradução literal. George Harrison disse que não sabia de onde o termo “Macaco” tinha vindo. A interpretação mais comum é de que “macaca” era um apelido que John dava para Yoko.
Embora Lennon tenha negado, “O macaco” do título é tido como referência à heroína como diz nas frases: “The deeper you go/the higher you fly/The higher you fly/the deeper you go” (“Quanto mais fundo você vai/mais alto você voa/Quanto mais alto você voa/Mas fundo você vai”) e “A monkey on the back” ou “Um macaco nas costas” era um termo jazzístico usado para o vício em heroína durante seu surgimento na década de 40.
Os trechos: “Your inside is out/your outside is in.” (“Seu interior está pra fora/Seu exterior está pra dentro”) completando com uma espécie de conselho, “Take it easy...” ou “Pega leve...” Reflete no fato de Lennon e Yoko Ono começarem a tomar heroína em 1968, mas eles alegavam usar para escapar da pressão dos outros em seu relacionamento.

## Gravação
A canção foi ensaiada inúmeras vezes na casa de Harrison em maio de 1968. Numa versão demo é possível ver que a canção começou como uma base simples de blues com um toque de rock and roll que veio depois.
Inicialmente exibida como “Sem título,” a canção foi gravada em 26 de junho de 1968 no Abbey Road Studios, porém só como ensaios. A versão original foi gravada no dia seguinte, 27 de junho. (algumas partes do dia 26 foram aproveitadas, porém esse dia não é reconhecido como um dia de gravação oficial.) Foi gravado seis takes como duas guitarras, sinos e maracas. A música também sofreu uma aceleração na mixagem pois estava muito lenta. Ela passou de 3:07 para 2:29. O final sofreu uma aceleração maior numa mixagem posterior.
Em 23 de julho, Lennon adicionou novos vocais e vocais de apoio, inclusive o frenético “Come on, come on...” no final e palmas também foram gravadas. A versão mono saiu no mesmo dia e a versão estéreo no dia 12 de outubro.

## Os músicos
- John Lennon: harmonia de vocais, guitarra base , percussão, palmas
- Paul McCartney: baixo, gritos, sinos, palmas
- George Harrison: guitarra solo, maracás, palmas
- Ringo Starr: bateria, palmas